# Tangone

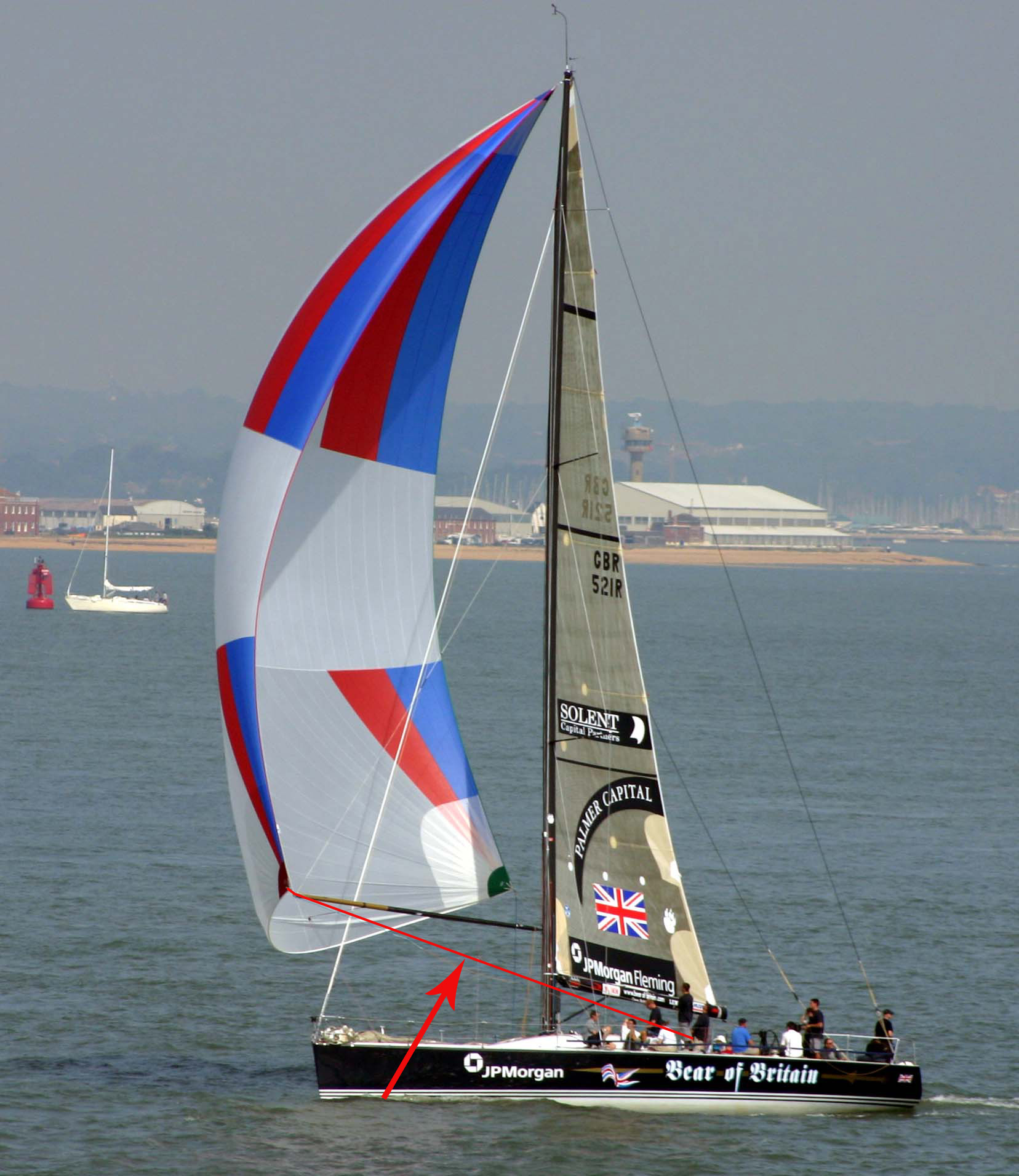
Il tangone è quell'asta orizzontale che sta a prua dell'albero. In quest'immagine è inoltre evidenziato il braccio

Il tangone è un'asta usata nelle barche a vela per fornire un punto di mura variabile alle vele di prua (tipicamente spinnaker e gennaker) usate nelle andature portanti (dalla poppa piena o fil di ruota fino al limite del traverso). In alcuni casi (es.andature portanti con venti leggeri) il tangone è usato per spostare fuori-bordo (tangonare) il punto di scotta di una vela di prua con punto di mura fisso (es. un fiocco o un genoa): in tal caso andrebbe più correttamente chiamato buttafuori: nel seguito faremo riferimento al solo uso proprio del tangone, ovvero determinazione del punto di mura di una vela di prua.

## Caratteristiche
Il tangone viene disposto, idealmente, perpendicolarmente all'albero della barca (ovvero in un piano sostanzialmente orizzontale), alla parte anteriore del quale è fissato in modo da essere orientato verso il lato di prua, ovvero dalla parte opposta al boma.
Alle due estremità del tangone sono presenti dei sistemi meccanici che servono a fissare l'asta all'albero ed a far passare la manovra corrente detta braccio, che determina il punto di mura della vela.
Il tangone può essere simmetrico o asimmetrico; il tangone simmetrico (usato sulle piccole derive e sulla barche fino a una decina di metri di lunghezza) presenta alle due estremità due dispositivi perfettamente identici detti varee, che consistono in due ganci apribili a distanza (per mezzo di una piccola sagola): in tal caso l'albero presenta un anello al quale il tangone viene semplicemente agganciato e le due estremità del tangone possono essere scambiate (come in genere accade durante la manovra di abbattuta a bilancino); il tangone è invece asimmetrico quando le due estremità sono diverse tra loro: l'estremità che costituirà il punto di mura della vela è dotata di una varea del tipo già descritto, mentre quella che si fissa all'albero è dotata di un diverso dispositivo di aggancio (tipicamente un innesto a scatto per campana): in tal caso le due estremità non possono essere scambiate.
Il fissaggio del tangone all'albero è tale che l'asta possa ruotare liberamente nel piano orizzontale da ciascuna parte dello strallo (essendo limitato, in tale movimento, dalle sartie più anteriori dell'albero e dallo stesso strallo) e nel piano verticale; questo movimento è ottenuto automaticamente se il tangone è simmetrico e la varea è agganciata ad un anello, mentre viene realizzato con un particolare sistema meccanico (es. campana a snodo) se il tangone è di tipo asimmetrico.
Il punto di fissaggio del tangone all'albero (anello o campana, etc.) può essere ad altezza fissa (unico anello) o multipla (più anelli ad altezze diverse) o completamente variabile (anello o campana fissati su una rotaia che ne consenta, entro certi limiti, lo scorrimento verticale).

### Materiali
Può essere di diversi materiali dipendentemente da alcuni fattori, quali:
- la classe
- le dimensioni
- il tipo di barca (da regata o da crociera)

Per le barche di dimensioni esigue (dai 4 m fino ai 5 m), chiamate più comunemente derive, si usava originariamente il legno, soppiantato da aste in alluminio semplice prima e da alluminio anodizzato poi. È più recente l'adozione di materiali leggeri quali carbonio e titanio (questi ultimi molto rari e costosi).

## Manovre di regolazione
Sul tangone agiscono diverse manovre correnti (cime):
- Amantiglio, alto o carica alto
- Basso o carica basso
- Braccio
- Sagole per la regolazione del punto di fissaggio all'albero

### Amantiglio, alto o carica alto
Questa manovra serve a sostenere verso l'alto il tangone, impedendogli di abbassarsi o cadere in coperta: il suo ruolo è essenziale quando il tangone è armato ma la vela non è ancora presente (es. immediatamente prima dell'issata) e quando la vela è issata con venti molto leggeri (per impedire che il peso del tangone sia sostenuto dalla vela modificandone la forma in maniera indesiderata). Assieme al caricabasso viene usato per determinare l'altezza del punto di mura della vela e le due manovre devono essere regolate sempre in contemporanea. Sulle piccole derive, con tangone tipicamente simmetrico e molto leggero, il carica alto consiste in una semplice cima elastica sufficiente a sostenerne il peso ed a consentire, grazie alla sua elasticità, la desiderata regolazione dell'altezza del punto di mura operando sul solo caricabasso.

### Basso o carica basso
Il caricabasso lavora nel verso opposto al carica alto, vincolando verso il basso l'altezza del tangone; costituisce la manovra principale per la regolazione dell'altezza del punto di mura dal momento che il tangone (tranne che con venti molto leggeri) è normalmente portato a spostarsi verso l'alto per effetto della spinta del vento sulla vela.

### Braccio
Il braccio è la manovra corrente che passa nella varea del tangone ed è fissata al punto di mura della vela. Consente di regolare la posizione del tangone (ovvero del punto di mura) nel piano orizzontale, spostandolo verso prua (strallare, ovvero avvicinare il tangone allo strallo) o verso poppa (quadrare, ovvero portare il tangone fino ad assumere un angolo retto con l'asse longitudinale della barca). Il braccio è evidenziato nell'immagine riportata.

### Sagole per la regolazione del punto di fissaggio all'albero
Sono solitamente presenti sulle barche dotate di una rotaia che consenta una regolazione dell'altezza del punto di fissaggio del tangone all'albero: lavorano tipicamente in coppia e consentono di alzare o abbassare l'anello o la campana sulla faccia anteriore dell'albero al quale è fissato il tangone.

## Manovre (azioni)
Le manovre che si eseguono con o per mezzo del tangone sono:
- strallatura
- quadratura
- abbattuta

### Strallatura
Si esegue una strallatura (strallare) quando orzando (cioè portare la prua verso la provenienza del vento) si porta il tangone più vicino allo strallo di prua. Tale regolazione si ottiene lascando il braccio.

### Quadratura
Si chiama invece quadratura (quadrare) la manovra inversa alla strallatura, ovvero quando si poggia (o puggia). Tale regolazione si ottiene cazzando il braccio.

### Abbattuta
La manovra di abbattuta è quella che determina il cambio di mure (modifica dell'orientamento della barca con cambiamento del lato dal quale proviene il vento) senza passare per la posizione di prua a vento (ovvero passando per la posizione di poppa piena o fil di ruota). Tale manovra nel linguaggio comune è detta anche strambata, laddove con tale termine andrebbe più propriamente intesa l'abbattuta involontaria (ovvero il cambio di mure avvenuto per perdita di controllo dell'imbarcazione).
La manovra è diversa in funzione in primo luogo del tipo di vela usata: se simmetrica (spinnaker) o asimmetrica (gennaker); in entrambi i casi la manovra comincia poggiando progressivamente fino a portarsi in fil di ruota.
Nel caso di una vela simmetrica (spinnaker) contemporaneamente alla poggiata il tangone viene quadrato: giunti in poppa piena il tangone viene sganciato dal braccio (che diventerà la nuova scotta), passato dall'altra parte dello strallo ed agganciato alla vecchia scotta (che diventerà il nuovo braccio): di fatto il ruolo dei due angoli (bugne) della vela si scambia e quella che prima era la bugna di braccio diventa bugna di scotta (e viceversa), il che è possibile, appunto, solo se la vela è simmetrica; durante tutta la fase di spostamento del tangone la vela rimane sempre gonfia e mantenuta dal solo vento: essa pertanto riceverà il vento sempre sulla stessa faccia.
Nel caso di una vela asimmetrica (gennaker) la manovra è leggermente diversa dal momento che in tal caso il braccio e la bugna di mura restano sempre gli stessi, alla bugna di scotta sono fissate due diverse scotte (come per un fiocco o un genoa) e il cambio di mura si ottiene facendo passare la vela da un lato all'altro davanti allo strallo; durante l'abbattuta la vela si sgonfia per pochi istanti e si rigonfia ricevendo il vento sulla faccia opposta a quella precedente.
Lo spostamento del tangone si ottiene in maniera diversa in funzione del tipo di tangone: con un tangone simmetrico si effettua in genere la manovra di abbattuta a bilancino: raggiunta la posizione di poppa piena si apre la varea liberando il braccio (la vela vola completamente libera ed è compito del timoniere di mantenerla sempre ben gonfia, davanti allo strallo e ben centrata), quindi si sgancia il tangone dall'albero e lo si ruota scambiando i ruoli delle due estremità: la vecchia scotta viene agganciata nella nuova varea per diventare il nuovo braccio, il tangone viene spostato avvicinando quanto più possibile la varea alla nuova bugna di mura (su cui è fissato il nuovo braccio) e quindi l'altra estremità del tangone è agganciata nuovamente all'albero. Durante la manovra il tangone ruota attorno al fulcro ideale determinato da carica alto e carica basso (in questo caso posizionato esattamente a metà dell'asta), da cui il nome bilancino.
Con i tangoni asimmetrici la manovra consiste nello sganciare il vecchio braccio, liberando la vela, passare il tangone dall'altra parte dello strallo (che può comportare lo sgancio temporaneo dall'albero o lo scorrimento verso l'alto del punto di fissaggio) e il passaggio del nuovo braccio nella varea.
Le azioni dettagliate dipendono, oltre che dal tipo di tangone, anche dal particolare circuito usato per armare la vela (es. circuito semplice con due manovre che si scambiano i ruoli di scotta e braccio, come descritto precedentemente, o circuito completo con due scotte e due bracci), oltre che dal modo in cui sono armati carica alto e carica basso (se, cioè, in varea del tangone o a metà dello stesso -direttamente o con una patta d'oca-)
Su imbarcazioni di grandi dimensioni o in condizioni particolari è addirittura possibile usare due tangoni in maniera da semplificare il cambio di mure.
In ogni caso, completata l'abbattuta, il timoniere orza progressivamente sulle nuove mure fino a raggiungere l'andatura desiderata, mentre la vela viene contemporaneamente regolata.

## Curiosità
Nel film di Neri Parenti Fantozzi contro tutti, Fantozzi e il collega Filini, mentre si trovano sulla barca del direttore Barambani, marinaio, ricevono da quest'ultimo l'ordine di cercare il mezzo marinaio con il chiarimento "lo cerchi lì, accanto al tangone". Però i due impiegati, non conoscendo il significato del termine nel gergo marinaro, si mettono a fare finti passi di tango (il ballo). Anche se non ci dovrebbe essere un tangone, visto che la barca in questione è un cabinato a motore. Una scena simile si verifica in Scuola di ladri - Parte seconda, film dello stesso Neri Parenti, in cui Dalmazio ed Egisto Siraghi (Paolo Villaggio e Massimo Boldi), travestiti da marinai, ricevono dal comandante l'ordine di cercare il tangone, ed anche qui, i due, non conoscendo il termine, improvvisano finti passi di tango.